# 広沢駅
広沢駅（ひろさわえき）は、静岡県浜松市広沢町（現・中央区広沢一丁目）にあった遠州鉄道奥山線の駅（廃駅）である。奥山線の廃線に伴い1964年（昭和39年）11月1日に廃駅となった。

## 歴史
- 1914年（大正3年）11月30日：浜松軽便鉄道元城駅 - 金指駅間開通に伴い元名残駅（もとなごりえき）として開業[1][2][3]。
- 1915年（大正4年）4月24日：鉄道会社名を浜松鉄道に改称。それに伴い同鉄道の駅となる[1][3]。
- 1934年（昭和9年）以前：普済寺口駅（ふさいじぐちえき）に改称[1][注釈 1]。
- 1940年代前半：戦時体制に伴い休止駅となる[2][3]。
- 1947年（昭和22年）5月1日：浜松鉄道が遠州鉄道と合併。それに伴い遠州鉄道奥山線の駅となる（休止中）[1][3]。
- 1950年（昭和25年）4月26日：広沢駅に改称の上、営業再開[2][3]。
- 1964年（昭和39年）11月1日：奥山線の廃線に伴い廃止となる[1][2][3]。

## 駅構造
廃止時点で、単式ホーム1面1線を有する地上駅であった。ホームは線路の東側（奥山方面に向かって右手側）に存在した。転轍機を持たない棒線駅となっていた。
列車交換設備を有さない無人駅となっていた。駅舎は無いがホーム中央部分に開放式の待合所を有していた。ホームは遠鉄浜松方にスロープを有し駅施設外に連絡していた。

## 駅周辺
当駅附近の線路は樹木が茂る普済寺の境内を抜けていた。晩年にはマンションが建ち始めていた。
- 国道257号[6]（姫街道）
- 浜松市立高等学校
- 普済寺

## 駅跡
1997年（平成9年）時点では、マンションの敷地になっており、右下に「広沢駅」と記載され、電車が駅に停車しているシーンを描いたモニュメントが建てられていた。2007年（平成19年）8月時点、2010年（平成22年）時点でも同様であった。
また、当駅跡の遠鉄浜松方にあった、奥山線時代の名は「広沢隧道」であったトンネル（全長約78 m）が、「亀山トンネル」と名を変え歩行者・自転車用のトンネルとして再利用されていた。1997年（平成9年）時点では、入口脇や内部に奥山線の写真パネルが展示され、入口には蒸気機関車の動輪をイメージした柵が設置されており、2007年（平成19年）8月時点、2010年（平成22年）時点でも同様であった。
当駅跡から奥山方の線路跡は約300 mに渡って、1989年（平成元年）に浜松市によって「奥山線跡地緑道」として整備されていた。この道の途中には「奥山線広沢トンネル跡」の看板が立つ、道路が奥山線を乗り越していた立体交差のトンネルが残存していた。またその附近の公園には「奥山線 線路跡（ラッキョ軽便）」と記載された碑が建ち、動輪や天に向かって走る機関車のオブジェが置かれていた。歩行者専用道路自体はこの先銭取駅跡附近まで約3 kmに渡り続いている。

## 隣の駅
遠州鉄道
奥山線
元城駅 - 広沢駅 - 名残駅